# Liste des voies du 4e arrondissement de Paris
Cet article donne une liste des voies du 4e arrondissement de Paris, en France.

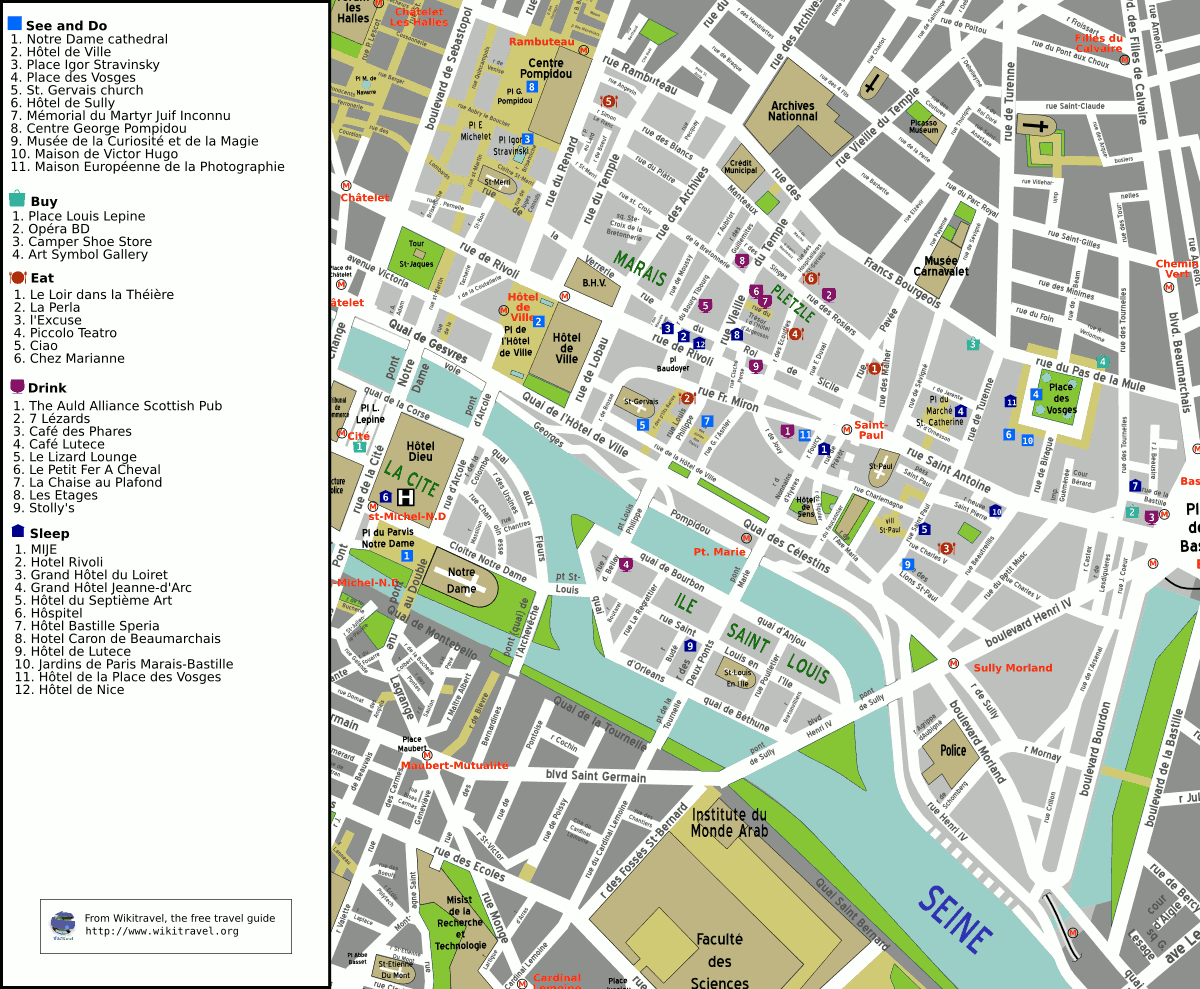
Plan du 4e arrondissement de Paris.

## Liste
- Parvis des 260-Enfants

### A
- Haut – A
- B
- C
- D
- E
- F
- G
- H
- I
- J
- K
- L
- M
- N
- O
- P
- Q
- R
- S
- T
- U
- V
- W
- X
- Y
- Z

- Voie A/4 (Voie sans nom de Paris)
- Rue de l'Abbé-Migne
- Rue Adolphe-Adam
- Rue Agrippa-d'Aubigné
- Place Albert-Memmi
- Quai d'Anjou
- Pont de l'Archevêché
- Quai de l'Archevêché
- Rue des Archives
- Pont d'Arcole
- Rue d'Arcole
- Rue de l'Arsenal
- Rue Aubriot
- Rue Aubry-le-Boucher
- Rue de l'Ave-Maria

### B
- Haut – A
- B
- C
- D
- E
- F
- G
- H
- I
- J
- K
- L
- M
- N
- O
- P
- Q
- R
- S
- T
- U
- V
- W
- X
- Y
- Z

- Voie B/4 (Voie sans nom de Paris)
- Rue des Barres
- Rue Bassompierre
- Place de la Bastille
- Rue de la Bastille
- Place du Bataillon-Français-de-l'ONU-en-Corée
- Place Baudoyer
- Rue Beaubourg
- Boulevard Beaumarchais
- Rue Beautreillis
- Cour Bérard
- Quai de Béthune
- Rue de Birague
- Rue des Blancs-Manteaux
- Impasse du Bœuf
- Quai de Bourbon
- Boulevard Bourdon
- Rue du Bourg-Tibourg
- Rue Boutarel
- Rue de Bretonvilliers
- Rue Brisemiche
- Rue de Brissac
- Rue de Brosse
- Rue Budé

### C
- Haut – A
- B
- C
- D
- E
- F
- G
- H
- I
- J
- K
- L
- M
- N
- O
- P
- Q
- R
- S
- T
- U
- V
- W
- X
- Y
- Z

- Rue Caron
- Rue Castex
- Allée Célestin-Hennion
- Port des Célestins
- Quai des Célestins
- Rue de la Cerisaie
- Pont au Change
- Rue Chanoinesse
- Rue des Chantres
- Passage Charlemagne
- Rue Charlemagne
- Rue Charles-V
- Place du Châtelet
- Rue de la Cité
- Rue Cloche-Perce
- Rue du Cloître-Notre-Dame
- Rue du Cloître-Saint-Merri
- Rue de la Colombe
- Place des Combattantes-et-Combattants-du-Sida
- Quai de la Corse
- Rue de la Coutellerie
- Rue Crillon

### D
- Haut – A
- B
- C
- D
- E
- F
- G
- H
- I
- J
- K
- L
- M
- N
- O
- P
- Q
- R
- S
- T
- U
- V
- W
- X
- Y
- Z

- Allée des Défenseurs-de-la-Caserne-de-la-Cité
- Rue des Deux-Ponts
- Pont au Double

### E
- Haut – A
- B
- C
- D
- E
- F
- G
- H
- I
- J
- K
- L
- M
- N
- O
- P
- Q
- R
- S
- T
- U
- V
- W
- X
- Y
- Z

- Rue des Écouffes
- Place Edmond-Michelet
- Rue Éginhard
- Place des Émeutes-de-Stonewall

### F
- Haut – A
- B
- C
- D
- E
- F
- G
- H
- I
- J
- K
- L
- M
- N
- O
- P
- Q
- R
- S
- T
- U
- V
- W
- X
- Y
- Z

- Rue du Fauconnier
- Rue Ferdinand-Duval
- Rue du Figuier
- Quai aux Fleurs
- Rue de Fourcy
- Rue François-Miron
- Rue des Francs-Bourgeois

### G
- Haut – A
- B
- C
- D
- E
- F
- G
- H
- I
- J
- K
- L
- M
- N
- O
- P
- Q
- R
- S
- T
- U
- V
- W
- X
- Y
- Z

- Rue Geoffroy-l'Angevin
- Rue Geoffroy-l'Asnier
- Voie Georges-Pompidou
- Place Georges-Pompidou
- Quai de Gesvres
- Rue Grenier-sur-l'Eau
- Impasse Guéménée
- Rue des Guillemites

### H
- Haut – A
- B
- C
- D
- E
- F
- G
- H
- I
- J
- K
- L
- M
- N
- O
- P
- Q
- R
- S
- T
- U
- V
- W
- X
- Y
- Z

- Place Harvey-Milk
- Boulevard Henri-IV
- Port Henri-IV
- Quai Henri-IV
- Rue des Hospitalières-Saint-Gervais
- Impasse de l'Hôtel-d'Argenson
- Place de l'Hôtel-de-Ville (devenue Place de l'Hôtel de Ville - Esplanade de la Libération)
- Port de l'Hôtel-de-Ville
- Quai de l'Hôtel-de-Ville
- Rue de l'Hôtel-de-Ville
- Rue de l'Hôtel-Saint-Paul

### I
- Haut – A
- B
- C
- D
- E
- F
- G
- H
- I
- J
- K
- L
- M
- N
- O
- P
- Q
- R
- S
- T
- U
- V
- W
- X
- Y
- Z

- Place Igor-Stravinsky
- Cour de l'Île-Louviers
- Passage de l'Île-Louviers

### J
- Haut – A
- B
- C
- D
- E
- F
- G
- H
- I
- J
- K
- L
- M
- N
- O
- P
- Q
- R
- S
- T
- U
- V
- W
- X
- Y
- Z

- Rue Jacques-Cœur
- Rue des Jardins-Saint-Paul
- Rue de Jarente
- Impasse Jean-Beausire
- Passage Jean-Beausire
- Rue Jean-Beausire
- Rue Jean-du-Bellay
- Rue de Jouy
- Rue des Juges-Consuls
- Rue Jules-Cousin
- Allée des Justes-de-France
- Allée des Justes-parmi-les-Nations (Paris)

### L
- Haut – A
- B
- C
- D
- E
- F
- G
- H
- I
- J
- K
- L
- M
- N
- O
- P
- Q
- R
- S
- T
- U
- V
- W
- X
- Y
- Z

- Rue de La Reynie
- Rue Le Regrattier
- Rue de Lesdiguières
- Rue des Lions-Saint-Paul
- Rue de Lobau
- Rue des Lombards
- Place Louis-Aragon
- Place Louis-Lépine
- Pont Louis-Philippe
- Rue de Lutèce

### M
- Haut – A
- B
- C
- D
- E
- F
- G
- H
- I
- J
- K
- L
- M
- N
- O
- P
- Q
- R
- S
- T
- U
- V
- W
- X
- Y
- Z

- Rue Madame-de-Sévigné
- Rue Malher
- Marché aux fleurs Reine-Elizabeth-II
- Rue du Marché-des-Blancs-Manteaux
- Quai du Marché-Neuf
- Quai du Marché-Neuf-Maurice-Grimaud[1]
- Place du Marché-Sainte-Catherine
- Place Marguerite-Porete
- Pont Marie
- Place Marie-Claude-Vaillant-Couturier-et-Pierre-Villon
- Rue Massillon
- Promenade Maurice-Carême
- Rue des Mauvais-Garçons
- Rue Milo-Adoner
- Place Monique-Antoine
- Boulevard Morland
- Pont Morland
- Rue Mornay
- Rue de Moussy

### N
- Haut – A
- B
- C
- D
- E
- F
- G
- H
- I
- J
- K
- L
- M
- N
- O
- P
- Q
- R
- S
- T
- U
- V
- W
- X
- Y
- Z

- Rue Necker
- Rue Neuve-Saint-Pierre
- Rue Nicolas-Flamel
- Allée Nijinski[Note 1]
- Rue des Nonnains-d'Hyères
- Pont Notre-Dame
- Parvis Notre-Dame - place Jean-Paul-II

### O
- Haut – A
- B
- C
- D
- E
- F
- G
- H
- I
- J
- K
- L
- M
- N
- O
- P
- Q
- R
- S
- T
- U
- V
- W
- X
- Y
- Z

- Quai d'Orléans
- Rue d'Ormesson
- Place Ovida-Delect

### P
- Haut – A
- B
- C
- D
- E
- F
- G
- H
- I
- J
- K
- L
- M
- N
- O
- P
- Q
- R
- S
- T
- U
- V
- W
- X
- Y
- Z

- Boulevard du Palais
- Rue du Pas-de-la-Mule
- Rue Pavée
- Rue Pecquay
- Place du Père-Teilhard-de-Chardin
- Rue Pernelle
- Rue du Petit-Musc
- Rue Pierre-au-Lard
- Place Pierre-Kauffmann[2]
- Rue Pierre-Seel
- Rue du Plâtre
- Impasse de la Poissonnerie
- Petit-Pont (rebaptisé Petit-Pont Cardinal Lustiger)
- Rue du Pont-Louis-Philippe
- Rue Poulletier
- Rue du Prévôt

### Q
- Haut – A
- B
- C
- D
- E
- F
- G
- H
- I
- J
- K
- L
- M
- N
- O
- P
- Q
- R
- S
- T
- U
- V
- W
- X
- Y
- Z

- Rue Quincampoix

### R
- Haut – A
- B
- C
- D
- E
- F
- G
- H
- I
- J
- K
- L
- M
- N
- O
- P
- Q
- R
- S
- T
- U
- V
- W
- X
- Y
- Z

- Rue Rambuteau
- Rue du Renard
- Rue de Rivoli
- Place Roger-Priou-Valjean
- Rue du Roi-de-Sicile
- Rue des Rosiers

### S
- Haut – A
- B
- C
- D
- E
- F
- G
- H
- I
- J
- K
- L
- M
- N
- O
- P
- Q
- R
- S
- T
- U
- V
- W
- X
- Y
- Z

- Rue Saint-Antoine
- Rue Saint-Bon
- Rue Sainte-Croix-de-la-Bretonnerie
- Square Sainte-Croix-de-la-Bretonnerie
- Impasse Saint-Fiacre
- Place Saint-Gervais
- Pont Saint-Louis
- Rue Saint-Louis-en-l'Île
- Rue Saint-Martin
- Rue Saint-Merri
- Pont Saint-Michel
- Passage Saint-Paul
- Rue Saint-Paul
- Rue de Schomberg
- Boulevard de Sébastopol
- Rue Simon-le-Franc
- Passage des Singes
- Place Shimon-Peres
- Pont de Sully
- Rue de Sully

### T
- Haut – A
- B
- C
- D
- E
- F
- G
- H
- I
- J
- K
- L
- M
- N
- O
- P
- Q
- R
- S
- T
- U
- V
- W
- X
- Y
- Z

- Rue de la Tacherie
- Rue du Temple
- Rue Tiron
- Pont de la Tournelle
- Rue des Tournelles
- Rue du Trésor
- Rue de Turenne

### U
- Haut – A
- B
- C
- D
- E
- F
- G
- H
- I
- J
- K
- L
- M
- N
- O
- P
- Q
- R
- S
- T
- U
- V
- W
- X
- Y
- Z

- Rue des Ursins

### V
- Haut – A
- B
- C
- D
- E
- F
- G
- H
- I
- J
- K
- L
- M
- N
- O
- P
- Q
- R
- S
- T
- U
- V
- W
- X
- Y
- Z

- Rue de Venise
- Rue de la Verrerie
- Avenue Victoria
- Rue Vieille-du-Temple
- Esplanade des Villes-Compagnons-de-la-Libération
- Place des Vosges

### W
- Haut – A
- B
- C
- D
- E
- F
- G
- H
- I
- J
- K
- L
- M
- N
- O
- P
- Q
- R
- S
- T
- U
- V
- W
- X
- Y
- Z

- Passage Walter-Benjamin